# The Logical Song
The Logical Song – piosenka brytyjskiej progresywnej grupy rockowej Supertramp, która pochodzi z albumu Breakfast in America wydanego w 1979 roku. Jest to największy przebój grupy zarówno w Wielkiej Brytanii, jak i Stanach Zjednoczonych, jest to również jeden z najbardziej rozpoznawalnych przebojów radiowych zespołu.
Utwór wyróżniono w 1979 roku Ivor Novello Award w kategorii „najlepszy utwór pod względem muzycznym i tekstowym”. Amerykańskie czasopismo „Rolling Stone” określiło tę piosenkę „małym arcydziełem”, chwaląc „gorący saksofon” i „cierpki humor” Hodgsona.

## Muzyka i tekst
„The Logical Song” jest w większej części kompozycją Hodgsona. Rick Davies napisał harmonie wokalne w drugim refrenie. W utworze słychać instrumenty klawiszowe, kastaniety i sekcję instrumentalną z silnymi wpływami brytyjskiego zespołu the Beatles. Podczas nagrania piosenki użyto popularnych w owym czasie efektów dźwiękowych, m.in. dźwięku z elektronicznej gry firmy Mattel.
W warstwie tekstowej, utwór jest potępieniem systemu edukacji.

## Wykonawcy
- Roger Hodgson – wokal prowadzący i wspierający, elektryczne pianino Wurlitzera, gitara elektryczna, 12-strunowa gitara akustyczna
- Rick Davies – syntezatory Elka i Oberheim, organy Hammonda, klawinet z pedałem wah-wah, wokal wspierający
- John Helliwell – saksofon altowy, gwizdek, wokal wspierający, oddechy na początku piosenki
- Dougie Thomson – gitara basowa
- Bob Siebenberg – perkusja, instrumenty perkusyjne